# Kale Browne
David Charles 'Kale' Browne (San Rafael (Californië), 16 juni 1950) is een Amerikaans acteur.

## Biografie
Browne was van 1988 tot en met 1998 getrouwd met actrice Karen Allen, en hebben samen een zoon.

## Filmografie

### Films
Uitgezonderd korte films.
- 2021 I'm Not Him - als dr. Horwitz
- 2016 Like Lambs - als hoofdmeester Daniels
- 2015 Damsel - als Gary
- 2008 MARy – als Greg
- 2007 Half Past Dead 2 – als gouverneur Adams
- 2000 Just for the Time Being – als loodgieter
- 1997 'Til There Was You – als Vince Dawkan
- 1993 Prophet of Evil: The Ervil LeBaron Story – als ??
- 1993 Woman on the Ledge – als Elliott
- 1992 Bloodfist IV: Die Trying – als Weiss
- 1990 Challenger – als Steven McAuliffe
- 1983 Losin' It – als Larry
- 1981 Death of a Centerfold: The Dorothy Stratten Story – als Sidney
- 1981 Scruples – als Kenny Higgins
- 1980 Rape and Marriage: The Rideout Case – als ??

### Televisieseries
Uitgezonderd eenmalige gastrollen.
- 2022 Mike - als Billy Cayton - 3 afl.
- 2006 – 2008 Days of our Lives – als dr. Miles Berman – 16 afl.
- 1998 – 2002 One Life to Live – als Samuel Rappaport – 28 afl.
- 1986 – 1998 Another World – als Michael Hudson – 179 afl.
- 1983 Hill Street Blues – als Byron Whitcamp – 4 afl.
- 1982 - 1983 General Hospital - als David Arlen - 2 afl.
- 1981 Star Wars: The Original Radio Drama - als Biggs Darklighter (stem) - 3 afl.
- 1980 Dallas – als verslaggever – 2 afl.